# Труд (стадион, Краснодар)
«Труд» (ранее также носил название «Юность») — многоцелевой стадион и спортивный комплекс в Краснодаре, домашняя арена ряда спортивных клубов и сборных команд, в частности, таких как, РК «Богатыри», сборная России по регби и возрождённый ФК «Кубань». Ранее на стадионе выступали также «Немком», «Колос», «Краснодар-2000», «Кубань-2», «Колос-д», «Краснодар», «Кубаночка» и дублирующий/молодёжный состав ФК «Кубань». Вместимость арены составляет 3000 зрителей.

## История
Стадион был введён в эксплуатацию в 1958 году.
В 1983 и 1984 годах на носившей тогда название «Юность» арене проводил свои кубковые матчи основной состав ФК «Кубань».
С 2007 года на «Труде» выступает сборная России по регби, проводившая на нём в том числе матчи Кубка европейских наций, а также местный регбийный клуб «Кубань». Кроме того, тут проводил матчи Европейского кубка вызова Красноярский «Енисей-СТМ».
С 2008 по 2009 год домашние матчи на стадионе проводил ФК «Краснодар», а с 2016 по 2018 год «Кубань-2», также он был домашней ареной состава ФК «Кубань» в турнире дублёров и молодёжном первенстве РФПЛ. 5 августа 2018 года на стадионе «Труд» провела свой первый официальный матч возрождённая болельщиками и бывшими игроками клуба команда «Кубань».

## Инфраструктура
Инфраструктура спортивного комплекса даёт возможность проводить матчи и соревнования по баскетболу, футболу, регби, лёгкой атлетике, пляжному волейболу, гандболу и прочим, при этом одновременно позволяет принимать 850 спортсменов. На базе «Труда» проводят учебно-тренировочные сборы многие местные и российские команды. Комплекс имеет в наличии футбольные поля с травяным покрытием, летние баскетбольные площадки, теннисные корты, площадки для пляжного волейбола и гандбола, крытый манеж, залы для баскетбола, настольного тенниса и бокса, кроме того, на его территории расположена сауна, два кафе-бара и гостиница эконом-класса.

## Адрес
- 350007, Краснодар, ул. Береговая, 9. Пересечение с ул. Кубанская набережная.